# 于漣
于涟，字清漪，山東文登人，清朝政治人物。

## 生平
順治十五年（1658年）戊戌科進士，官至吏部郎中。

## 著作
著有《霞园诗草》。《晚晴簃诗汇》收其詩。。
- 秋日道中

左辅遥天塞雁过，回看秋色近如何。
岂因白发高怀减，偏为黄花客思多。
风雨蓟门羞老大，梦魂衡宇滞关河。
干戈闻道消吴楚，不必登临始放歌。